# King Richard
King Richard ist ein Filmdrama von Reinaldo Marcus Green, das im November 2021 in die US-Kinos und im Februar 2022 in die deutschen Kinos kam. Die Filmbiografie nach einem Drehbuch von Zach Baylin erzählt von Richard Williams und wie er seine beiden Töchter, die Tennisspielerinnen Venus und Serena Williams, trainierte. Im Rahmen der Oscarverleihung 2022 war der Film in insgesamt sechs Kategorien nominiert, darunter in der Hauptkategorie als bester Film, Will Smith als bester Hauptdarsteller und Zach Baylin für das beste Drehbuch. Will Smith erhielt den Oscar für seine Darstellung des Richard Williams.

## Handlung
Der Nachtwächter Richard Williams lebt mit seiner Familie im kalifornischen Compton. Er hat zwei Töchter – Venus und Serena; seine Frau Oracene Price bringt zudem ihre Kinder Tunde, Isha und Lyndrea mit in die Ehe. Aus eigenen finanziellen Interessen heraus entschloss sich Richard bereits vor der Geburt von Venus und Serena, dass beide einmal die besten Tennisspielerinnen aller Zeiten werden sollen. Er erstellte für beide bereits in deren Kindheit feste Karrierepläne und trainiert seine Töchter jeden Tag vor der Arbeit mit liebevoller Strenge selbst, während Oracene die Familie durch ihre Arbeit als Krankenschwester über Wasser hält.
Anfang der 1990er Jahre versucht Richard, für seine Töchter einen professionellen Trainer zu engagieren. Immer wieder wird er abgewiesen, da die Trainer an den dauerhaften Erfolg von Venus und Serena nicht glauben und daher das finanzielle Investment nicht wagen wollen. Richard kommt schließlich in Kontakt mit Paul Cohen, der den Schwestern zunächst eher widerwillig ein Probetraining gewährt, schon bald aber das Talent der beiden erkennt. Paul erklärt sich bereit, Venus fortan kostenlos zu unterrichten. Seine finanziellen Mittel reichen allerdings nicht für ein professionelles Training von Serena, weshalb diese weiterhin mit ihren Eltern üben muss.
Um Venus den Weg zum Profi zu erleichtern, entscheiden Richard und Paul, dass sie fortan an Junior-Turnieren teilnehmen und sich dort mit anderen Tennisspielerinnen messen soll. Schon bald gewinnt sie zahlreiche Trophäen und macht sich in den lokalen Medien einen Namen. Zeitgleich kann auch Serena erste Erfolge bei Turnieren verbuchen, obwohl sie zunehmend im Schatten von Venus steht. Als Richard von einer Spieleragentur ein Vertragsangebot für Venus und Serena bekommt, befürchtet er die finanzielle Ausbeutung seiner Töchter, zieht sie aus den Junior-Turnieren zurück und feuert auch Paul als Trainer. Als Ersatz kann Rick Macci engagiert werden, der einst das Talent Jennifer Capriati erfolgreich zum Profi beförderte und auch für die Williams-Schwestern eine große Zukunft sieht. So zieht die Familie nach Florida, wo Richard fortan in der Tennisschule von Macci arbeitet – einzig Tunde bleibt nach ihrem erfolgreichen Schulabschluss in Kalifornien.
Drei Jahre später haben sich Venus und Serena zu bekannten Nachwuchsspielerinnen entwickelt, auch wenn sie in der Zeit in Florida kein einziges Spiel bestritten haben. Die nun 14-jährige Venus sieht sich bereit, den Schritt zum Profi zu wagen, doch Richard lehnt die Teilnahme an Turnieren weiterhin ab, da er den großen medialen Druck fürchtet und die Karriere seiner Tochter nicht gefährden möchte. Nach einem Streitgespräch mit Oracene, die sich für die Selbstbestimmung ihrer Tochter ausspricht und den Kontrollzwang ihres Ehemannes kritisiert, stimmt Richard der Teilnahme von Venus am WTA Oakland zu.
Während des Tennisturniers geht Venus aus ihrem ersten professionellen Spiel gegen Shaun Stafford nach anfänglichen Schwierigkeiten erfolgreich hervor, woraufhin sie auf die amtierende Weltranglistenerste Arantxa Sánchez Vicario trifft. Die spanische Tennisspielerin hat zu Beginn der Partie große Probleme und verliert den ersten Satz gegen Venus. Nach einer in die Länge gezogenen Toilettenpause, die Venus mental verunsichern sollte, ist Sánchez besser im Spiel und gewinnt das Duell schließlich. Venus hadert mit ihrem eigenen Versagen und schämt sich dafür, ihren Vater enttäuscht zu haben, wird vor dem Stadion allerdings von zahlreichen neuen Fans in Empfang genommen. Neun Monate später unterschreibt sie ihren ersten, mit 12 Millionen US-Dollar dotierten Ausrüstervertrag bei Reebok.

## Produktion

### Filmstab, Besetzung und Synchronisation
| Rolle                  | Darsteller      | Synchronsprecher |
| ---------------------- | --------------- | ---------------- |
| Richard Williams       | Will Smith      | Jan Odle         |
| Venus Williams         | Saniyya Sidney  | Samina König     |
| Serena Williams        | Demi Singleton  | Derya Flechtner  |
| Oracene „Brandy“ Price | Aunjanue Ellis  | Natascha Geisler |
| Rick Macci             | Jon Bernthal    | Martin Kautz     |
| Paul Cohen             | Tony Goldwyn    | Peter Flechtner  |
| Ms. Strickland         | Erika Ringor    | Sandra Schwittau |
| Will Hodges            | Dylan McDermott | Tom Vogt         |
| Vic Braden             | Kevin Dunn      | Lutz Schnell     |
| Nancy Reagan           | Judith Chapman  | Dagmar Dempe     |
| Patrick Dougherty      | Rich Sommer     | Peter Lontzek    |

Regie führte Reinaldo Marcus Green. Dessen Spielfilmdebüt Monsters and Men mit John David Washington, Anthony Ramos und Kelvin Harrison Jr. in den Hauptrollen wurde im Januar 2018 beim Sundance Film Festival vorgestellt. Die Hauptrolle in seinem zweiten Film Good Joe Bell besetzte Mark Wahlberg. Das Drehbuch für King Richard stammt von Zach Baylin. Dieses landete im Jahr 2018 auf der Black List der besten unverfilmten Ideen Hollywoods.
Will Smith spielt in der Titelrolle Richard Williams, Saniyya Sidney seine Tochter Venus Williams, Demi Singleton deren Schwester Serena Williams und Aunjanue Ellis die Mutter Brandy Williams. Die deutsche Synchronisation entstand nach einem Dialogbuch von Axel Malzacher und unter der Dialogregie von Marina Rehm bei Neue Tonfilm München.

### Filmmusik und Veröffentlichung
Die Filmmusik komponierte Kris Bowers. Am 12. November 2021 wurde von Parkwood Entertainment und Columbia Records der Song Be Alive veröffentlicht, den die R&B- und Pop-Sängerin Beyoncé gemeinsam mit Dixson für den Film schrieb. Das Soundtrack-Album mit insgesamt 19 Musikstücken, darunter auch Be Alive, wurde am 19. November 2021 von WaterTower Music als Download veröffentlicht. Bowers’ Arbeit befand sich in einer Shortlist in der Kategorie Beste Filmmusik bei der Oscarverleihung 2022.
Die Weltpremiere erfolgte am 2. September 2021 beim Telluride Film Festival. Im September 2021 wurde King Richard auch bei der Filmkunstmesse Leipzig vorgestellt. Im Oktober 2021 wurde er beim London Film Festival und im November 2021 beim AFI Fest gezeigt. Am 19. November 2021 kam der Film in die US-Kinos und wurde am selben Tag erstmals auf HBO Max gezeigt. Der Kinostart in Deutschland erfolgte am 24. Februar 2022, ebenso in der Deutschschweiz. Im August 2022 wurde er beim Open Air des Fünf Seen Filmfestivals gezeigt.

## Rezeption

### Kritiken und Einspielergebnis
Von den bei Rotten Tomatoes erfassten Kritiken sind 90 Prozent positiv bei einer durchschnittlichen Bewertung mit 7,6 der möglichen 10 Punkte. Auf Metacritic erhielt der Film einen Metascore von 76 von 100 möglichen Punkten.
Gaby Sikorski, Filmkorrespondentin der Gilde deutscher Filmkunsttheater, schreibt, Sportfilme hätten stets ihren eigenen Charme, und meistens gehe es um den Aufstieg zur Spitze, mit einem Start von ganz unten. In diesem Biopic über Richard Williams spielten Venus und Serena zwar nicht die Hauptrollen, der Film mache sie aber keineswegs zu unwichtigen Nebendarstellerinnen. Vielmehr werde ihre Sportgeschichte zusätzlich veredelt, der Fokus werde verlegt und zum Drama eines Mannes und seiner gesamten Familie erhoben: „eine schwarze Familie, die an den American Dream glaubt, vielleicht sogar mehr als an die Realisierung sportlicher Ziele.“ So sei der Film auch ein sehr schönes, romantisches Märchen.
Michael Ranze vom Filmbulletin beschreibt King Richard als eine spannende Mischung aus Biopic und Sportfilm, die vor allem von der intensiven Darstellung von Will Smith lebe: „Wie er hier Richard Williams spielt, ist schlicht bemerkenswert: Ein beratungsresistenter Mann, der nur seine eigene Meinung gelten lässt und sich nicht um die Folgen seines ungehobelten Verhaltens schert.“
Philipp Emberger von radio FM4 hebt hervor, dass Regisseur Green und Drehbuchautor Baylin, „die Geschichte des Black American-Dreams mit einer Underdog-Storyline“ vermischen. Weiters schreibt er dazu: „Das funktioniert über weite Strecken zwar tadellos, macht aus dem Drama aber auch einen braven und konventionellen Film.“
Die weltweiten Einnahmen des Films aus Kinovorführungen belaufen sich auf rund 39,4 Millionen US-Dollar. In Deutschland verzeichnete der Film insgesamt 106.961 Kinobesucher.

### Auszeichnungen (Auswahl)
Vom American Film Institute wurde King Richard in die Top Ten der Filme des Jahres 2021 aufgenommen. Im Folgenden weitere Auszeichnungen und Nominierungen.

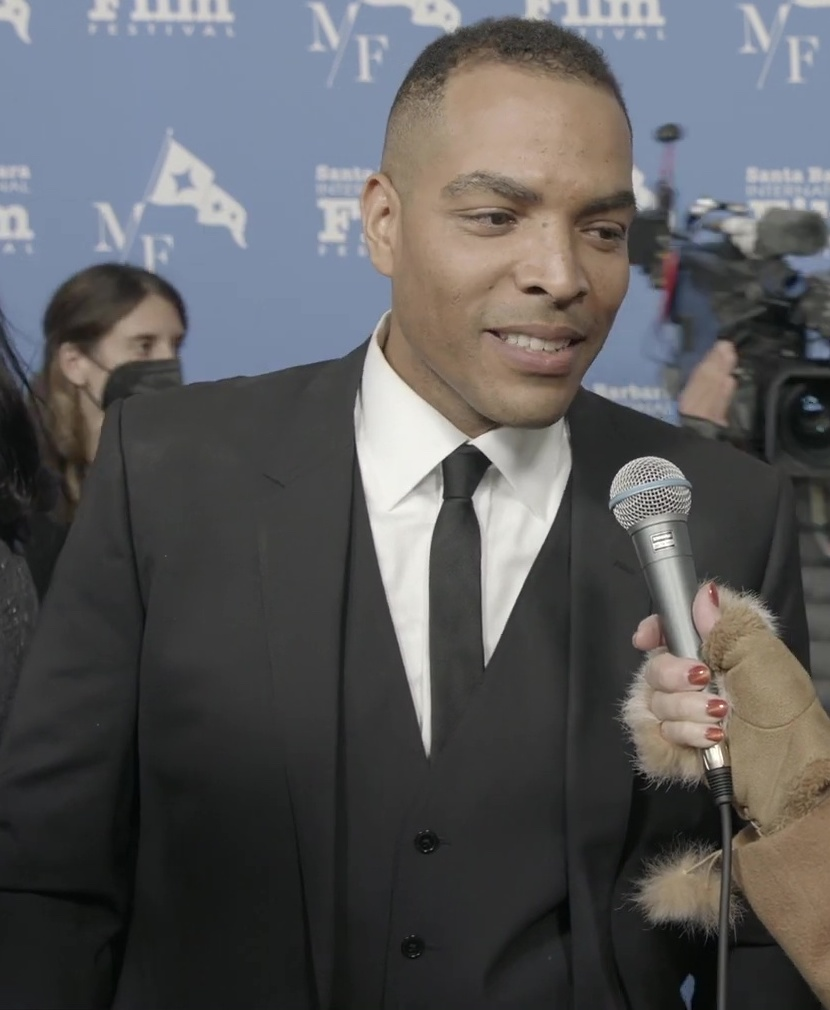
Regisseur Reinaldo Marcus Green

African-American Film Critics Association Awards 2022
- Auszeichnung als Bester Schauspieler (Will Smith)
- Auszeichnung als Beste Nebendarstellerin (Aunjanue Ellis)
- Auszeichnung als Beste Nachwuchsschauspielerin (Saniyya Sidney)
- Auszeichnung als Bester Nachwuchsregisseur (Reinaldo Marcus Green)[26]

Black Reel Awards 2021
- Nominierung als Bester Film (Will Smith, Tim White und Trevor White)
- Nominierung für die Beste Regie (Reinaldo Marcus Green)
- Nominierung als Bester Hauptdarsteller (Will Smith)
- Nominierung als Beste Nebendarstellerin (Aunjanue Ellis)
- Nominierung als Beste Nachwuchsschauspielerin (Saniyya Sidney)
- Nominierung als Beste Nachwuchsschauspielerin (Demi Singleton)
- Nominierung für das Beste Ensemble
- Nominierung für den Besten Filmschnitt (Pamela Martin)
- Nominierung als Bester Song (Be Alive, Beyoncé und Dixson)[27]

British Academy Film Awards 2022
- Nominierung für das Beste Originaldrehbuch (Zach Baylin)
- Auszeichnung als Bester Hauptdarsteller (Will Smith)
- Nominierung als Beste Nebendarstellerin (Aunjanue Ellis)

Chicago International Film Festival 2021
- Auszeichnung mit dem Publikumspreis[28]

Critics’ Choice Movie Awards 2022
- Nominierung als Bester Film
- Auszeichnung als Bester Hauptdarsteller (Will Smith)
- Nominierung als Beste Nebendarstellerin (Aunjanue Ellis)
- Nominierung als Beste Jungdarstellerin (Saniyya Sidney)
- Nominierung für das Beste Originaldrehbuch (Zach Baylin)
- Nominierung als Bestes Lied (Be Alive)

Eddie Awards 2022
- Auszeichnung in der Kategorie Bester Filmschnitt – Drama (Pamela Martin)[29]

Grammy Awards 2023
- Nominierung als Bester für visuelle Medien geschriebener Song (Be Alive, Beyoncé und Dixson)[30]

Golden Globe Awards 2022
- Auszeichnung als Bester Hauptdarsteller – Drama (Will Smith)
- Nominierung als Bestes Filmdrama
- Nominierung als Beste Nebendarstellerin (Aunjanue Ellis)
- Nominierung als Bester Song (Be Alive, Beyoncé und Dixson)

Miami Film Festival 2022
- Auszeichnung mit dem Miami Gems Audience Award[31]

NAACP Image Awards 2022
- Nominierung als Bester Film
- Auszeichnung als Bester Hauptdarsteller (Will Smith)[32]

National Board of Review Awards 2021
- Auszeichnung als Bester Hauptdarsteller (Will Smith)
- Auszeichnung als Beste Nebendarstellerin (Aunjanue Ellis)
- Aufnahme in die Top-Ten-Filme[33]

Oscarverleihung 2022
- Nominierung als Bester Film (Tim White, Trevor White und Will Smith)
- Nominierung für das Beste Originaldrehbuch (Zach Baylin)
- Auszeichnung als Bester Hauptdarsteller (Will Smith)
- Nominierung als Beste Nebendarstellerin (Aunjanue Ellis)
- Nominierung für den Besten Schnitt (Pamela Martin)
- Nominierung als Bester Song (Be Alive)

Palm Springs International Film Festival 2022
- Auszeichnung mit dem Ensemble Performance Award[34]

Producers Guild of America Awards 2022
- Nominierung als Bester Kinofilm (Tim White, Trevor White und Will Smith)[35]

Santa Barbara International Film Festival 2021
- Auszeichnung als Outstanding Performer of the Year Award (Aunjanue Ellis)
- Auszeichnung als Outstanding Performer of the Year Award (Will Smith)[36]

Satellite Awards 2021
- Nominierung als Bester Film
- Nominierung für die Beste Regie (Reinaldo Marcus Green)
- Nominierung für das Beste Originaldrehbuch (Zach Baylin)
- Nominierung als Bester Hauptdarsteller (Will Smith)
- Nominierung als Beste Nebendarstellerin (Aunjanue Ellis)
- Nominierung für den Besten Filmschnitt (Pamela Martin)
- Nominierung als Bester Filmsong (Be Alive, Beyoncé und Dixson)[37]

Screen Actors Guild Awards 2022
- Auszeichnung als Bester Hauptdarsteller (Will Smith)
- Nominierung als Bestes Schauspielensemble

Writers Guild of America Awards 2022
- Nominierung für das Beste Originaldrehbuch (Zach Baylin)[38]